# Commodores
Commodores is een Amerikaanse soul- en funkgroep die vooral in de jaren zeventig en tachtig succesvol was. De groep scoorde haar grootste hits met Nightshift, Easy, Three Times a Lady en Sail On. Wereldwijd werden meer dan 75 miljoen platen verkocht.

## Geschiedenis

### 1968-1972
De Commodores werd in 1968 opgericht door een groep studenten uit Tuskegee, Alabama; de uiteindelijke bezetting was Lionel Richie (sax, piano, zang), Thomas McClary (sologitaar), Milan Williams (keyboards, trombone, gitaar), William King (trompet, slaggitaar, synthesizer), Ronald La Pread (bas, trompet) en Walter Orange (drums, zang). Aanvankelijk noemden ze zich The Jays, maar omdat dat te veel op The O'Jays leek, werd gekozen voor de Commodores, nadat William King een woordenboek opensloeg.
Na een tournee met The Jackson 5 tekende de band in november 1972 een contract bij de platenmaatschappij Motown en maakten de covers uit het liverepertoire plaats voor eigen nummers. Leadzangers werden Lionel Richie en Walter Orange.

### 1974-1982
In 1974 verscheen het debuutalbum Machine Gun waarvan Richies gelijknamige instrumental de 24e plaats in de Amerikaanse hitlijsten haalde. In de jaren 1975 en 1976 verschenen de albums Caught in the Act, Movin' On en Hot on the Tracks. Ondanks dat deze albums volstonden met funknummers waren het de ballads Sweet Love en Just to Be Close to You van Richie die de grootste successen opleverden. Daarna ging de band verder op de ingeslagen weg met Easy en Three Times a Lady; maar ook het funky Brick House, gezongen door Walter Orange, en het country-getinte Sail On bereikten de hoogste regionen van de hitparades.
Daarna wilden de Commodores nieuwe wegen inslaan. Voor de ballads van Richie bleef er weinig ruimte over, vandaar dat manager Benny Ashburn hem voorstelde om een solo-album op te nemen dat in augustus 1982 verscheen en een enorm succes werd; Ashburn zou dat echter niet meer meemaken omdat hij op 54-jarige leeftijd aan een hartaanval overleed. Richie wilde bij de Commodores blijven, maar tijdens een tournee met de band besloot hij alsnog te vertrekken.

### 1983-1989
De overige leden gingen verder met Skyler Jett en Sheldon Reynolds als vervangers van Richie en McClary. Deze laatste is tegenwoordig actief in de gospelmuziek. Commodores 13 uit 1983 werd geen succes omdat Richie tegelijkertijd zijn tweede solo-album Can't Slow Down uitbracht waarmee hij definitief de superster-status verwierf. Daarna werd Jett vervangen door de Britse zanger JD Nicholas (ex-Heatwave), met wie de Commodores in 1985 de laatste grote hit scoorden. Het aan de nagedachtenis van de een jaar eerder overleden  Marvin Gaye en Jackie Wilson opgedragen Nightshift haalde in Nederland de eerste plaats.
Het oorspronkelijke funkgeluid had plaatsgemaakt voor een commerciëler geluid, en in 1986 verliet de groep na bijna vijftien jaar Motown om een contract te tekenen bij Polydor. La Pread verhuisde naar Nieuw-Zeeland waar hij de huisband van een praatprogramma ging leiden. Reynolds sloot zich in 1987 bij het heropgerichte Earth, Wind & Fire aan, en in 1989 hield ook Williams het voor gezien nadat hij zou hebben geweigerd om in Zuid-Afrika op te treden.

### 1990-nu
De Commodores, nu met Orange, King en Nicholas als kernleden, begonnen in 1990 een eigen platenlabel; hierop verschenen verzamel-cd's met nieuwe versies van de oude hits, een live-dvd en een kerstalbum. 
In 1995 werden de Commodores opgenomen in de Alabama Music Hall of Fame.
Begin 21e eeuw heeft de muziekzender VH1 een vergeefse poging gedaan om de oorspronkelijke band weer bij elkaar te krijgen. 
Williams overleed op 9 juli 2006 aan kanker. In een persverklaring zei Orange: "He was once, twice, three times a brother".
In 2008 liet Richie weten open te staan voor een reünie; dit resulteerde een jaar later in enkele optredens met King en Orange waarbij ze drie kwartier Commodores-hits speelden. Op de begrafenis van Michael Jackson zong Richie Jesus is Love, de afsluiter van het album Heroes uit 1980. De overige leden van de Commodores waren op tournee door Engeland toen ze van Jacksons overlijden hoorden; in 2010 namen ze een nieuwe versie op van Nightshift.

## Discografie

### Albums
| Album met eventuele hitnotering(en) in de Nederlandse Album Top 100 | Datum van verschijnen | Datum van binnenkomst | Hoogste positie | Aantal weken | Opmerkingen                           |
| ------------------------------------------------------------------- | --------------------- | --------------------- | --------------- | ------------ | ------------------------------------- |
| Live                                                                | 1978                  | 21-01-1978            | 6               | 20           | Livealbum                             |
| Natural High                                                        | 1978                  | 16-09-1978            | 4               | 14           |                                       |
| Greatest Hits                                                       | 1978                  | 25-11-1978            | 21              | 7            | Verzamelalbum                         |
| Midnight Magic                                                      | 1979                  | 08-09-1979            | 4               | 24           |                                       |
| In the Pocket                                                       | 1981                  | 18-07-1981            | 11              | 14           |                                       |
| The Best of The Commodores                                          | 1982                  | -                     |                 |              | Verzamelalbum / #3 in de TV LP Top 15 |
| Nightshift                                                          | 1985                  | 23-02-1985            | 2               | 20           |                                       |
| The Very Best of The Commodores                                     | 1986                  | 26-04-1986            | 32              | 11           | Verzamelalbum                         |
| United                                                              | 1986                  | 15-11-1986            | 36              | 11           |                                       |
| The Definitive Collection                                           | 2004                  | 02-10-2004            | 23              | 12           | Lionel Richie & The Commodores        |

| Album met hitnotering(en) in de Vlaamse Ultratop 200 albums | Datum van verschijnen | Datum van binnenkomst | Hoogste positie | Aantal weken | Opmerkingen                    |
| ----------------------------------------------------------- | --------------------- | --------------------- | --------------- | ------------ | ------------------------------ |
| The Definitive Collection                                   | 2004                  | 23-10-2004            | 31              | 7            | Lionel Richie & The Commodores |

### Singles
| Single met eventuele hitnotering(en) in de Nederlandse Top 40 | Datum van verschijnen | Datum van binnenkomst | Hoogste positie | Aantal weken | Opmerkingen |
| ------------------------------------------------------------- | --------------------- | --------------------- | --------------- | ------------ | ----------- |
| Machine Gun                                                   | 1974                  | 03-08-1974            | tip12           | -            |             |
| Brick House                                                   | 1978                  | 14-01-1978            | 19              | 9            |             |
| Too Hot ta Trot                                               | 1978                  | 04-03-1978            | tip14           | -            |             |
| Easy                                                          | 1978                  | 06-05-1978            | tip9            | -            |             |
| Three Times a Lady                                            | 1978                  | 09-09-1978            | 3               | 12           | Alarmschijf |
| Sail On                                                       | 1979                  | 15-09-1979            | 4               | 11           |             |
| Still                                                         | 1979                  | 24-11-1979            | 17              | 7            |             |
| Lady (You Bring Me Up)                                        | 1981                  | 22-08-1981            | 20              | 6            |             |
| Oh No                                                         | 1981                  | 14-11-1981            | tip13           | -            |             |
| Nightshift                                                    | 1985                  | 23-02-1985            | 1(3wk)          | 15           |             |
| Goin' to the Bank                                             | 1986                  | 15-11-1986            | 7               | 8            |             |

| Single met hitnotering(en) in de Vlaamse Ultratop 50 | Datum van verschijnen | Datum van binnenkomst | Hoogste positie | Aantal weken | Opmerkingen |
| ---------------------------------------------------- | --------------------- | --------------------- | --------------- | ------------ | ----------- |
| Brick House                                          | 1978                  | 18-02-1978            | 30              | 1            |             |
| Three Times a Lady                                   | 1978                  | 16-09-1978            | 7               | 11           |             |
| Sail On                                              | 1979                  | 29-09-1979            | 14              | 7            |             |
| Lady (You Bring Me Up)                               | 1981                  | 05-09-1981            | 17              | 5            |             |
| Nightshift                                           | 1985                  | 02-03-1985            | 2               | 14           |             |
| Animal Instinct                                      | 1985                  | 08-06-1985            | 24              | 3            |             |
| Goin' to the Bank                                    | 1986                  | 22-11-1986            | 11              | 8            |             |

### NPO Radio 2 Top 2000
| Nummers met noteringen in de NPO Radio 2 Top 2000 | '99  | '00  | '01  | '02  | '03  | '04  | '05  | '06  | '07  | '08  | '09  | '10  | '11  | '12  | '13  | '14  | '15 | '16  | '17  |
| ------------------------------------------------- | ---- | ---- | ---- | ---- | ---- | ---- | ---- | ---- | ---- | ---- | ---- | ---- | ---- | ---- | ---- | ---- | --- | ---- | ---- |
| Brick House                                       | -    | 1483 | 1516 | 1581 | 1671 | 1744 | -    | 1860 | -    | 1997 | 1784 | 1392 | 1693 | -    | -    | -    | -   | -    | -    |
| Easy                                              | 1150 | -    | 996  | 1574 | 1324 | 1284 | 1667 | 1543 | 1782 | 1549 | 1742 | 1497 | 1608 | 1431 | 1857 | -    | -   | -    | -    |
| Nightshift                                        | 1173 | 919  | 688  | 1124 | 1144 | 1053 | 1492 | 1652 | 1464 | 1351 | 1712 | 1654 | 1689 | -    | -    | -    | -   | -    | -    |
| Sail on                                           | -    | -    | -    | -    | 1985 | 1924 | -    | -    | -    | -    | -    | 1937 | -    | -    | -    | -    | -   | -    | -    |
| Still                                             | -    | -    | -    | -    | 1791 | 1746 | 1636 | -    | -    | -    | -    | -    | -    | -    | -    | -    | -   | -    | -    |
| Three Times a Lady                                | 553  | 520  | 810  | 691  | 736  | 607  | 490  | 795  | 938  | 700  | 1083 | 880  | 1023 | 1572 | 1471 | 1761 | -   | 1712 | 1815 |

1. ↑  Een '-' betekent dat het nummer niet was genoteerd en een vetgedrukt getal geeft de hoogste notering van een nummer aan.
2. ↑  Deze tabel is bijgewerkt tot en met de laatste editie (2024).